# Hull a szilva a fáról
A Hull a szilva a fáról kezdetű régi táncdalt Domokos Péter Pál gyűjtötte Csíksomlyón.
Feldolgozás:
| Szerző       | Mire                      | Mű                                                     | Előadás |
| ------------ | ------------------------- | ------------------------------------------------------ | ------- |
| Bárdos Lajos | három szólamú vegyeskarra | <Hét kurta kórus egyvégtében való éneklésre (5. darab) | [ 2 ]   |

## Kotta és dallam
| Hull a szilva a fáról, most jövök a tanyáról, ej, haj, ruca, ruca, kukorica, derce. | Egyik ága lehajlott, az én rózsám elhagyott, ej, haj, ruca, ruca, kukorica, derce. | Kis kalapom fekete, pávatollu van benne, ej, haj, ruca, ruca, kukorica, derce. |

A derce a lisztnél durvább, a legfinomabb daránál finomabb őrlemény. A ruca kacsát, vadkacsát jelent.

## Felvételek
- Hull a szilva a fáról. Ének: Bicsak Tibi, Uitz Piri, Czélné Molnár Ági  YouTube (2012. szeptember 27.)  (Hozzáférés: 2016. március 14.) (kotta, szöveg, audió)
- Hull a szilva a fáról. Énekel: Kovács Apollónia  YouTube (2012. augusztus 1.)  (Hozzáférés: 2016. március 14.) (audió)
- Hull a szilva (gyerekdal, rajzfilm gyerekeknek). YouTube (2013. október 1.)  (Hozzáférés: 2016. március 14.) (videó)